# Битка код Битоља
Битка код Битоља вођена је на лето 1015. године између војске Византијског царства са једне и војске Првог бугарског царства са друге стране. Део је Византијско-бугарских ратова, а завршена је победом Бугарске.

## Битка
Након битке код Беласице и смрти цара Самуила (1014. година) бугарска држава нагло слаби због унутрашњих борби за власт. Гаврило Радомир, Самуилов син, убијен је од стране Јована Владислава помогнутог од стране византијског цара Василија II са којим је склопио договор да му преда контролу над Драчем. Ниједна од страна није испунила своје обавезе па поново избија рат (1015). Јован Владислав напада Драч док Василије осваја бугарску престоницу Охрид.
Међутим, Василијева војска је упала у заседу бугарског команданта Иваца и потпуно је уништена. Василије је принуђен да се повуче ка Солуну након чега су Бугари повратили своју престоницу.